# SLB ET 31–33 und StH ET 22.106–107
Die ET 31–33 und ET 22.106–107 sind vierachsige elektrische Triebwagen der Salzburger Lokalbahnen SLB und Stern & Hafferl (Linzer Lokalbahn). Auf der LILO trugen sie aufgrund ihrer Herkunft den Spitznamen „Grazer Triebwagen“. Es wurden weiters zwölf baulich gleichartige Beiwagen beschafft.

## Vorgeschichte
Die Triebwagen basieren auf einer bereits in den frühen 1940er Jahren von Simmering-Graz-Pauker und ELIN erstellten Konstruktion. Durch den Zweiten Weltkrieg und die wirtschaftlich schweren Nachkriegsjahre konnten die Fahrzeuge jedoch erst 1951 in Dienst gestellt werden. Ein Triebwagen kostete eine Million Schilling.

## Salzburger Lokalbahn
Zur Modernisierung des in die Jahre gekommenen und durch Kriegseinwirkung dezimierten Wagenparks bestellte die Salzburger Eisenbahn- und Tramwaygesellschaft im Jahre 1946 bei SGP drei vierachsige Triebwagen, sechs dazu passende Beiwagen sowie je eine vierachsige und zweiachsige Elektrolok für den Güterverkehr.
1951 kamen die Fahrzeuge zur Auslieferung, allerdings wurden es nur zwei statt der geplanten drei Triebwagen: Aufgrund des gestiegenen Güterverkehrs durch die 1951 eröffnete Zweiglinie Bürmoos-Trimelkam wurde statt der vorgesehenen zweiachsigen Elektrolok eine weitere vierachsige Maschine bestellt. Für diese als E 62 bezeichnete Lok wurde aus Kostengründen die für den ET 33 vorgesehene elektrische Ausrüstung verwendet, so dass dieser als Beiwagen in Dienst gestellt wurde. Erst 1963 erfolgte die Ausrüstung zum Triebwagen mittels Ersatzteilen und den Motoren des Vorkriegstriebwagens ET 22, wobei der nunmehrige ET 33 eine geringfügig abweichende Inneneinrichtung erhielt.
1991 wurden ET 31 sowie ET 32 an die Linzer Lokalbahn verkauft. ET 31 diente als Ersatzteilespender (seine Fahrmotoren bekam z.b. die SLB E 63) und wurde später verschrottet. ET 32 hingegen erhielt eine Modernisierung in Form einer normalen Zug- und Stoßvorrichtung, Einbau einer automatischen Türschließanlage sowie neue Spitzenlichter inklusive Schlusslampen (er wurde an die Triebwagen ET 22.106/ET 22.107 äußerlich etwas angeglichen). Bei Stern & Hafferl erhielt er die neue Nummer ET 22.108. Im Jahre 2006 wurde der LILO ET 22.108 zurück verkauft an die Salzburger Lokalbahn. Dort verlor er seine normale Zug- und Stoßvorrichtung wieder. Ab 1991 wurde ET 33 modernisiert, wobei der Zielschildkasten durch das dritte Spitzensignal ersetzt wurde, Doppelscheinwerfer eingebaut und die Frontfenster gummigefasste Scheiben erhielten.
Nach einer Nachlieferung der Triebwagen SLB ET 40/50 im Jahr 2002 wurden die zunehmend unmodern gewordenen Fahrzeuge entbehrlich und ausgemustert. Zwei Triebwagen und zwei Beiwagen verblieben im Nostalgiebestand der SLB, die restlichen Beiwagen wurden an Interessenten verkauft bzw. verschrottet. ET 33 wurde in den Zustand vor der Modernisierung zurückversetzt, während ET 32 im Letztzustand verblieb. Im August 2023 verließ ET 32 wieder die SLB und kehrte als Dauerleihgabe auf das Stern & Hafferl-Streckennetz zurück. Er erhielt die neue Nummer ET 20.114 und wird als Reservefahrzeug auf die Lokalbahn Lambach – Vorchdorf-Eggenberg eingesetzt.

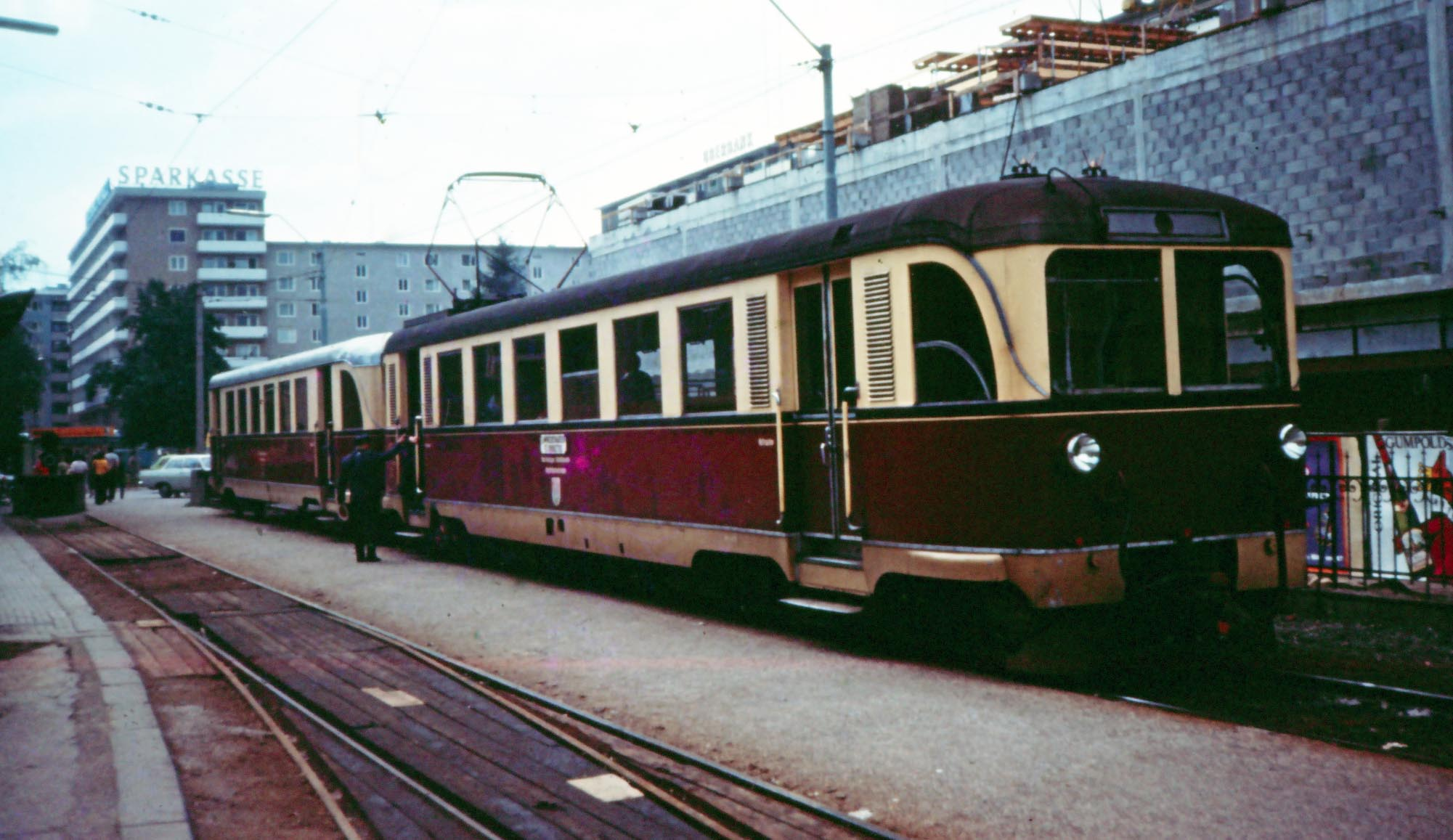
Triebwagen mit Beiwagen im Salzburger Lokalbahnhof
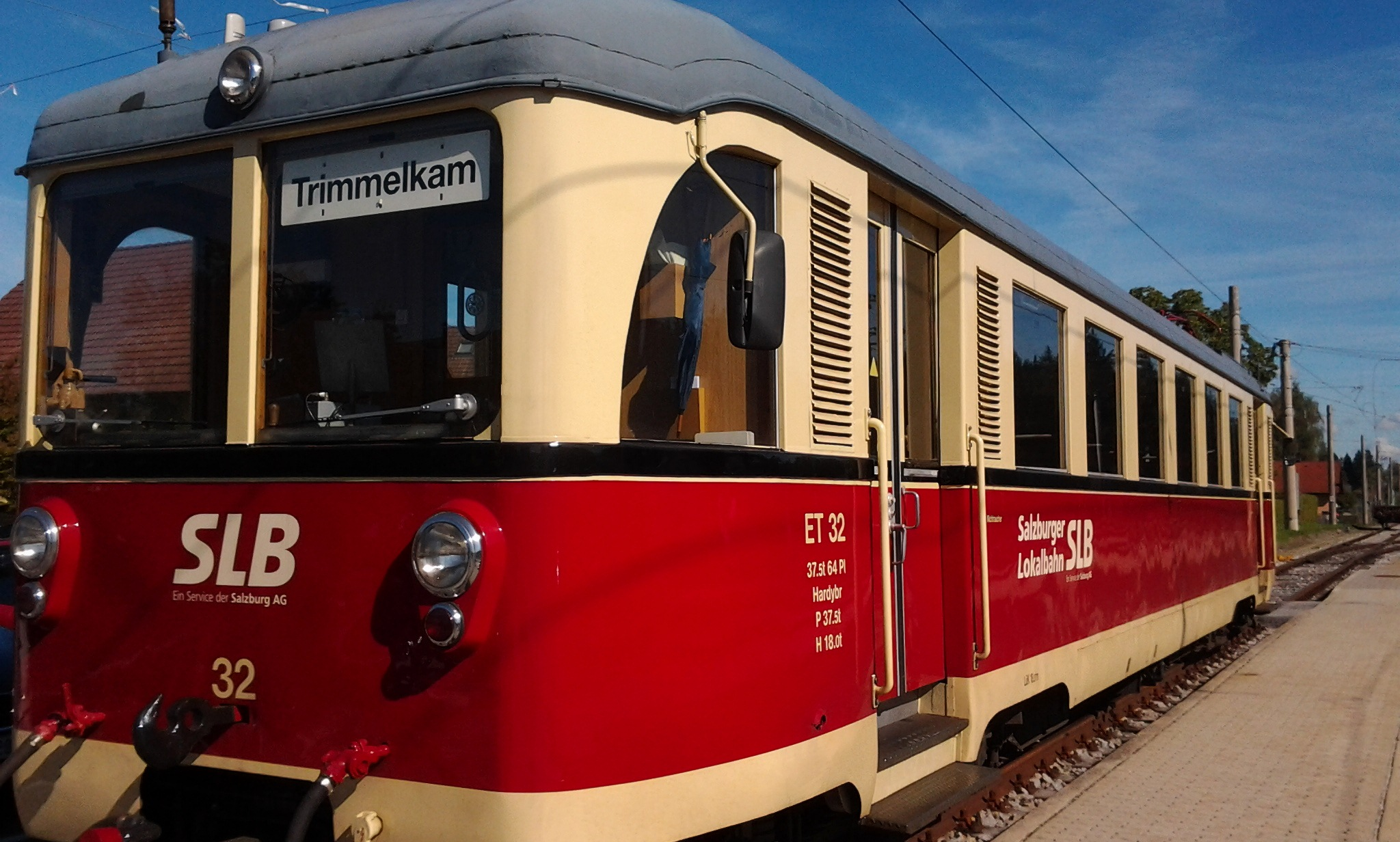
ET 32 im Letztzustand
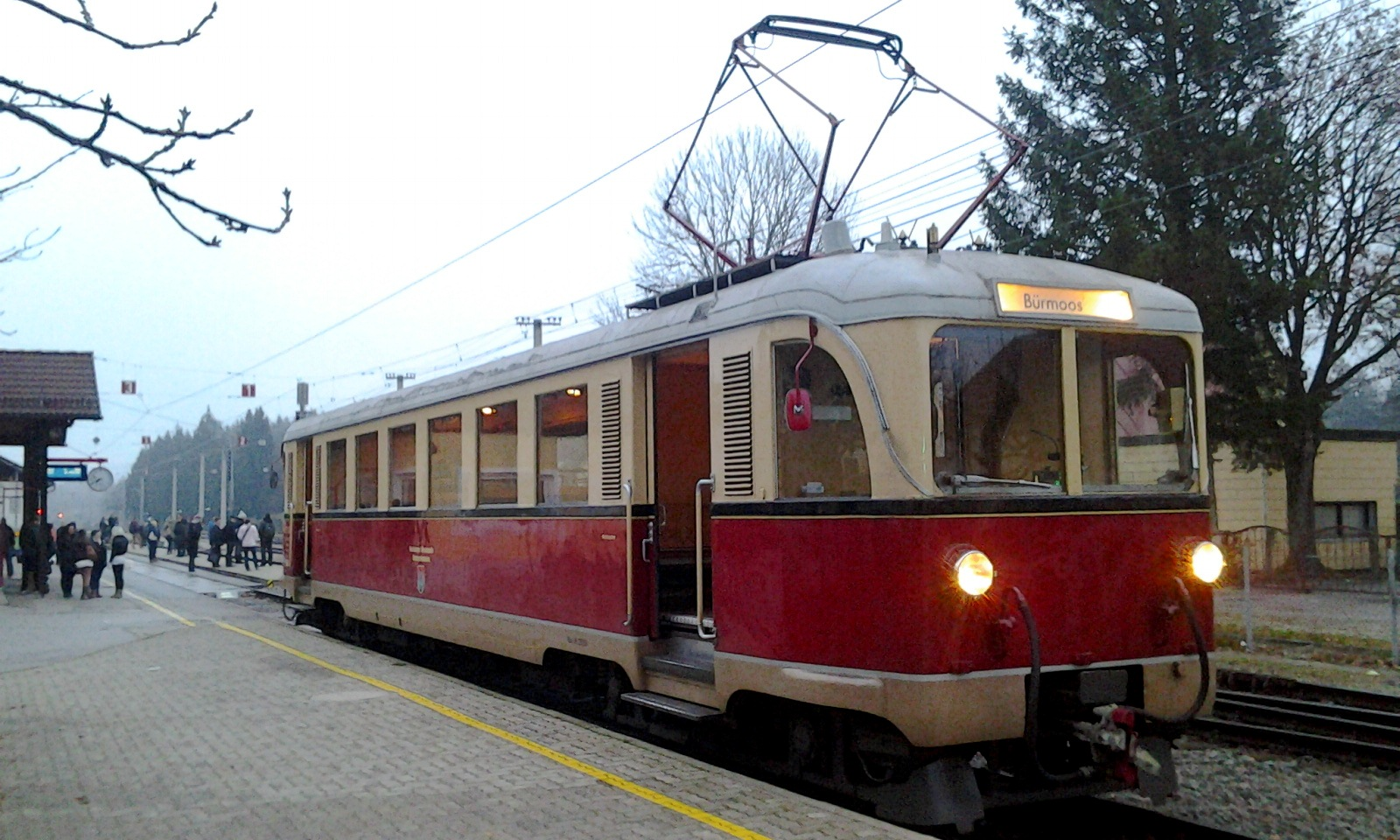
ET 33 im Zustand der 1960er Jahre
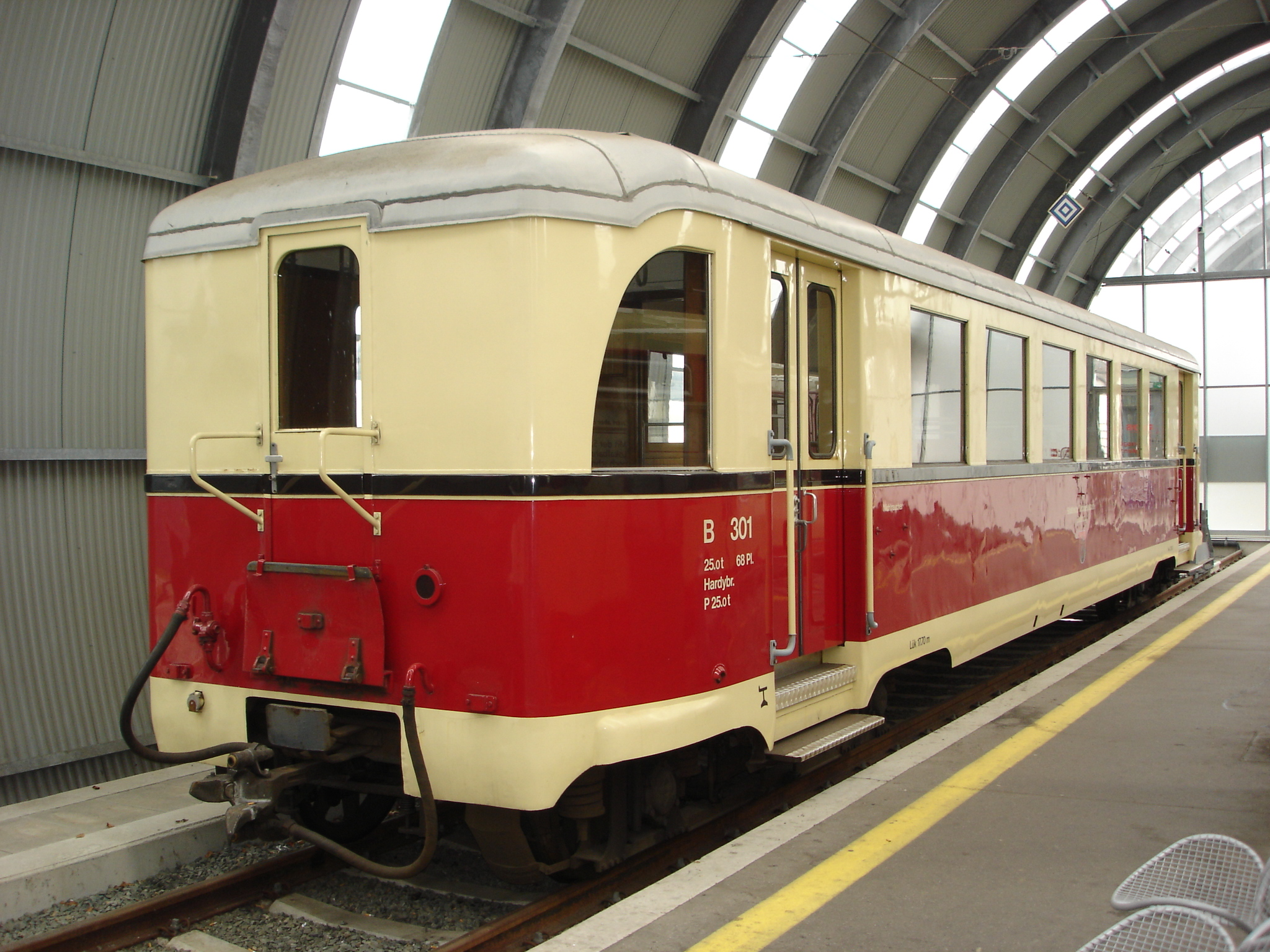
Beiwagen B 301 der SLB

## Stern & Hafferl (LILO)

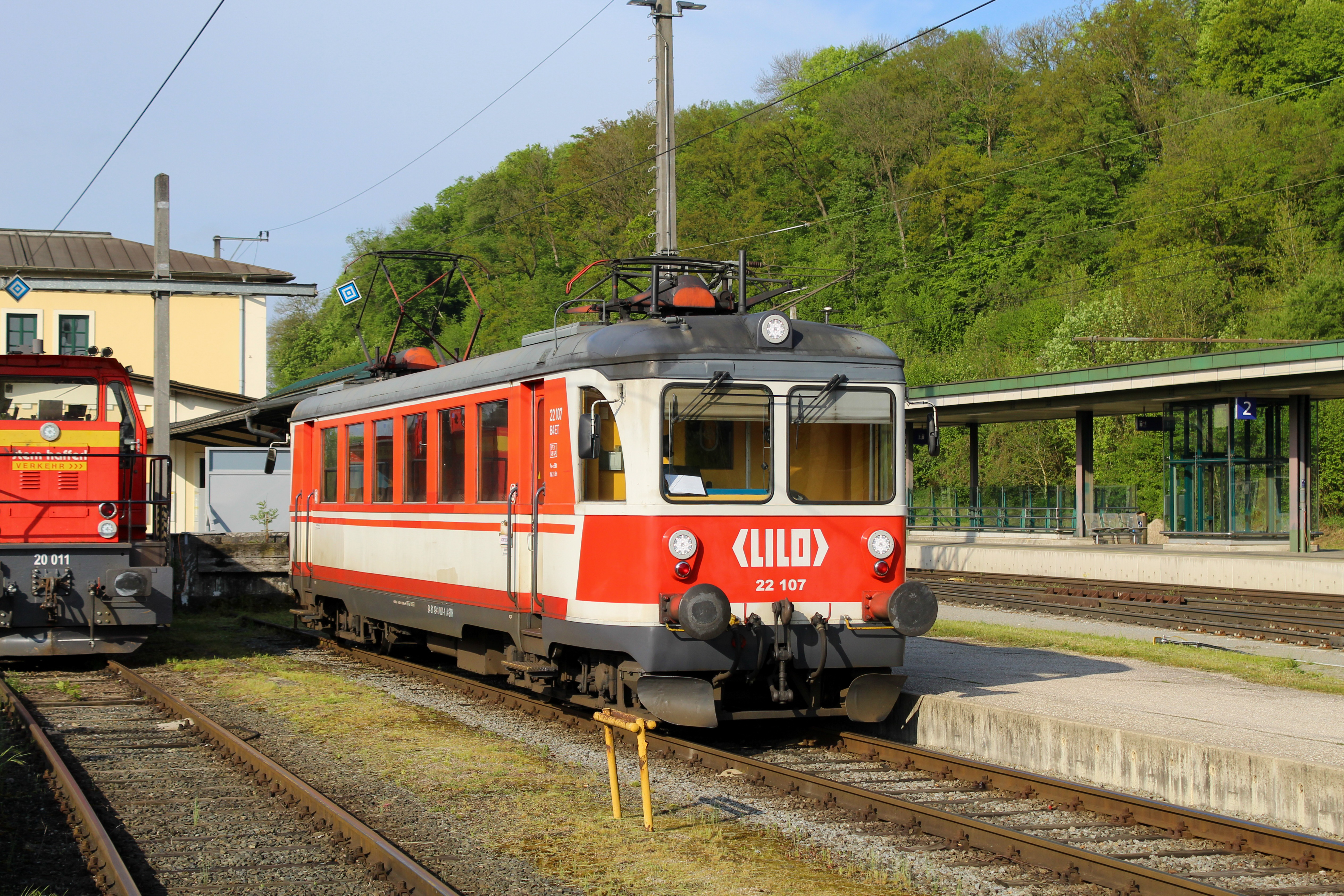
ET 22.107 im Lambach (2023)

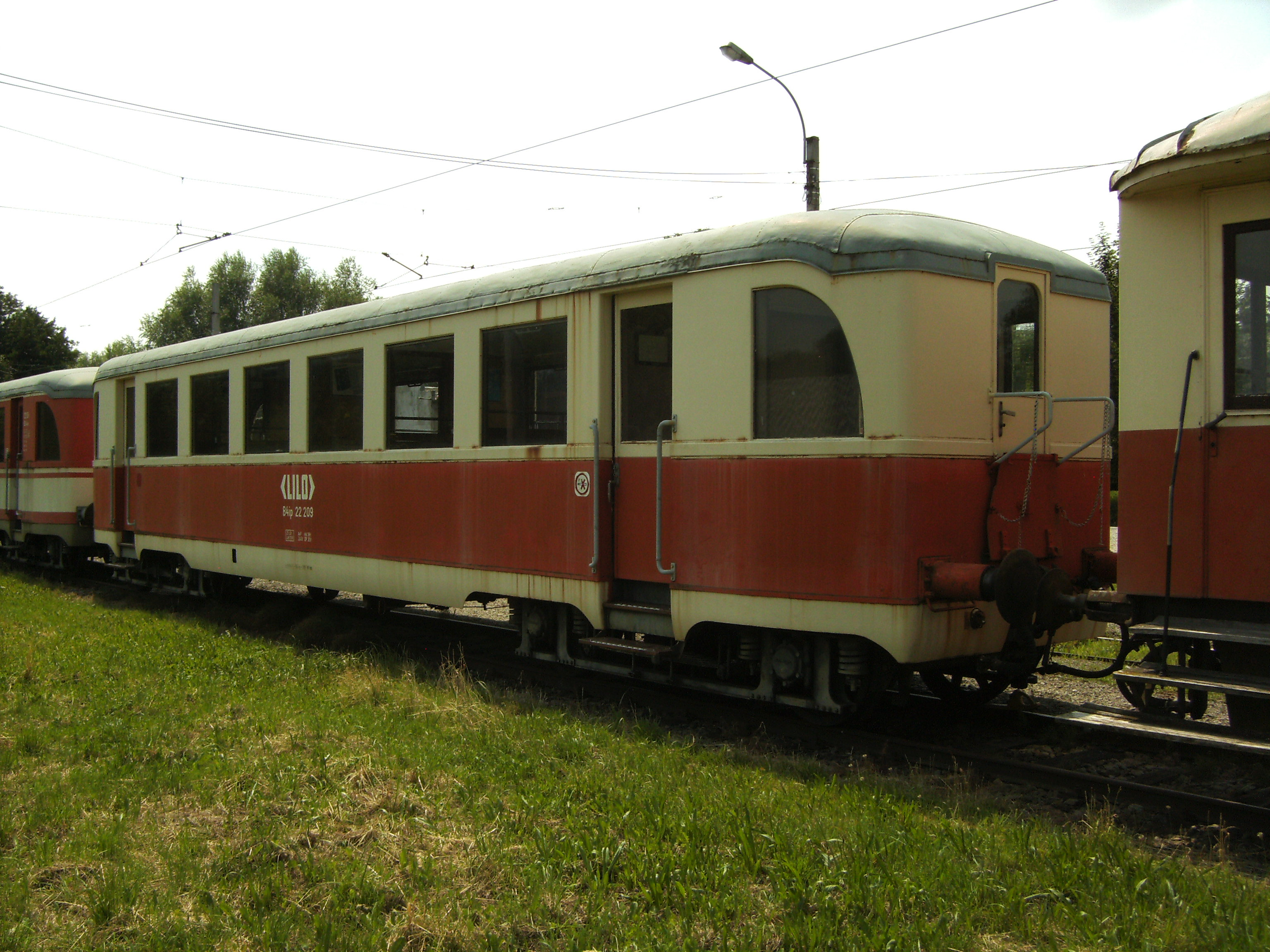
Beiwagen 22.209

Die Beweggründe von Stern & Hafferl zur Bestellung der Neufahrzeuge glich denen der SLB. Es wurden zwei Triebwagen und sechs Beiwagen bestellt, wovon jedoch einer zum Einbau einer elektrischen Ausrüstung vorbereitet war. Zwei Beiwagen verfügten über ein Gepäckabteil. 1951 erfolgte die Auslieferung und am 22. März die feierliche Inbetriebnahme auf der LILO, durch die neuen Triebwagen konnte eine „80-prozentige Fahrplanverbesserung erzielt“ werden.
Die Fahrzeuge führten gemeinsam mit den Altfahrzeugen lange Jahre den Betrieb auf der Linzer Lokalbahn, waren jedoch zahlenmäßig zu wenig. Die Ausrüstung eines Beiwagens zum dritten Triebwagen, als auch die Nachrüstung einer Wendezugsteuerung und Türschließautomatik unterblieb aus Geldmangel. Analog zu den Salzburger Triebwagen erfolgte eine dezente äußerliche Modernisierung mit drittem Spitzensignal und gummigefassten Frontscheiben. Die Führerstände erhielten zwischenzeitlich modernisierte Führertische und der Fahrgastraum wurde mit komfortableren Sitzen ausgestattet. Die zunehmend als schwerfällig empfundenen Fahrzeuge wurden ab 1988 von moderneren und schnelleren Gebrauchtfahrzeugen auf die Nebenstrecke Neumarkt-Kallham – Waizenkirchen verdrängt und sind dort nach wie vor aktiv. Ihre Abstellung ist nach der Anschaffung weiterer moderner Fahrzeuge geplant.

## Technik und Ausstattung
Die 16.900 mm langen Fahrzeuge laufen auf zwei zweiachsigen Drehgestellen mit 2800 mm Achsstand, als Primärfederung sind Schraubenfedern und als Sekundärfederung Blattfedern verbaut. Die Drehzapfen sind 10.400 mm entfernt. Die Fahrzeuge der SLB besitzen eine bei Straßenbahnen übliche Compactkupplung, die bei Stern & Hafferl eingesetzten Wagen verfügen hingegen über eine normale Eisenbahnkupplung mit Puffern.
Der Antrieb erfolgt durch vier je 120 PS starke Tatzlager-Gleichstrommotoren von ELIN, welche über eine Schützensteuerung der Österreichischen Siemens-Schuckert-Werke (SLB) bzw. ELIN (Stern & Hafferl) angesteuert werden. Dadurch wäre theoretisch eine Vielfachsteuerung möglich gewesen, diese wurde jedoch nie umgesetzt. Die Stromabnahme erfolgte über einen (SLB) bzw. zwei (LILO) Scherenstromabnehmer Type SS 46, welcher auch bei den N1 der Wiener Stadtbahn verwendet wurde. Diese wurden mittlerweile bei allen Triebwagen durch moderne Typen mit Doppelschleifstücken ersetzt, der Stern & Hafferl ET 22.106 erhielt zusätzlich einseitig einen Halbscherenstromabnehmer. Gebremst werden die Fahrzeuge der SLB mittels einer Druckluftbremse, bei Stern & Hafferl dagegen wurden die Fahrzeuge in die 90er Jahre umgerüstet von Hardy-Vakuumbremse auf Druckluftbremse, eine elektrische Bremse ist nicht vorhanden. Bei einer Hauptuntersuchung im Jahre 1992 erhielten ET 22.106-107 eine Automatische Türschließanlage, eine Haltewunsch Ausrüstung sowie einen modernen Innenraum. Der holzgetäfelte Innenraum besaß ursprünglich gepolsterte Sitzbänke in 2+2 Einteilung.
Im Jahr 2023 bekamen die bei Stern & Hafferl eingesetzten Triebwagen im Zuge einer kleinen Modernisierung in den Scheinwerfern anstatt Glühlampen stromsparende LED-Lichter eingesetzt. Die Fahrzeuge sind auch gelegentlich als Aushilfe auf der Lokalbahn Lambach–Vorchdorf-Eggenberg unterwegs.